# Fimbraria reticulata
Fimbraria reticulata là một loài rêu trong họ Aytoniaceae. Loài này được Kashyap mô tả khoa học đầu tiên năm 1917. Danh pháp khoa học của loài này chưa được làm sáng tỏ. 